# 查士丁二世
查士丁二世（拉丁語：Iustinus，羅馬化：Ioustînos；约520年—578年10月5日），是一位東羅馬帝國皇帝，於565年－578年在位。他是查士丁尼大帝的侄子，也是查士丁尼之妻狄奧多拉皇后的侄女索菲亞的丈夫。查士丁二世於573年因東部邊境要塞達拉被薩珊波斯帝國攻佔後精神崩潰無法自理，此後由索菲亞皇后及養子提比略攝政。
查士丁二世繼承了一個疆域面積達到頂峯但過度擴張的帝國，與舅父查士丁尼皇帝相比，他所能支配的資源要少得多。他停止了納貢，並對帝國的鄰國採取了強硬立場，這導致與波斯帝國的戰爭重新爆發，並引發了倫巴第人的入侵，導致帝國失去了在意大利半島除大城市及重要據點（後成為教宗國的前身）外的大部分領土。
查士丁二世也是繼476年至491年在位的芝諾皇帝以來，東羅馬皇帝及皇后育有親生子女（他們之間的阿納斯塔修斯一世、查士丁一世和查士丁尼均沒有親生子女）。

## 早年生活和家庭
他是維吉蘭提亞和杜爾西迪奧（Dulcidio），有時也譯作杜爾西西姆斯（Dulcissimus）的兒子，維吉蘭提亞是查士丁尼大帝的妹妹，杜爾西迪奧是妹夫。他的兄弟姊妹包括馬塞勒斯和普雷耶克。他與索菲亞育有一女兒阿拉比婭，可能還有一個兒子查士丁斯，但早逝。他還有一個姪女名叫海倫娜。
查士丁的早年經歷大多不為人知。一部13世紀的編年史顯示查士丁的出生日期是511年，但其可靠性尚無定論。歷史學家恩斯特·斯坦因推測他最遲出生於520年，因為他的同時代詩人科里普斯稱讚他565年即位時“年紀輕輕”。他與舅母狄奧多拉皇后的侄女索菲亞結婚的時間可能在540年代。
在舅父統治期間，他擔任宫廷总管。在552年和553年的當代資料中，他首次被證實是三章案期間，他作為使團成員前往教宗维吉吕處就任使節。 559年，年邁的貝利撒留將軍在梅蘭蒂亞斯戰役打敗了库特里格斯人後，查士丁受查士丁尼派遣護送劫掠者渡過多瑙河撤退。562年和563年，他負責平息君士坦丁堡競技場戰車競技比賽派系引發的城市騷亂。
隨著時間的推移，他在宮廷中建立了一個支持者網絡。據說在560年代初，他的妻子索菲亞和他的支持者曾懇求查士丁尼封他為凱撒（法定繼承人），但沒有成功。歷史學家林思宏寫道，查士丁早年被視為「精力充沛，甚至很受人喜愛的人」。

## 皇帝

### 崛起

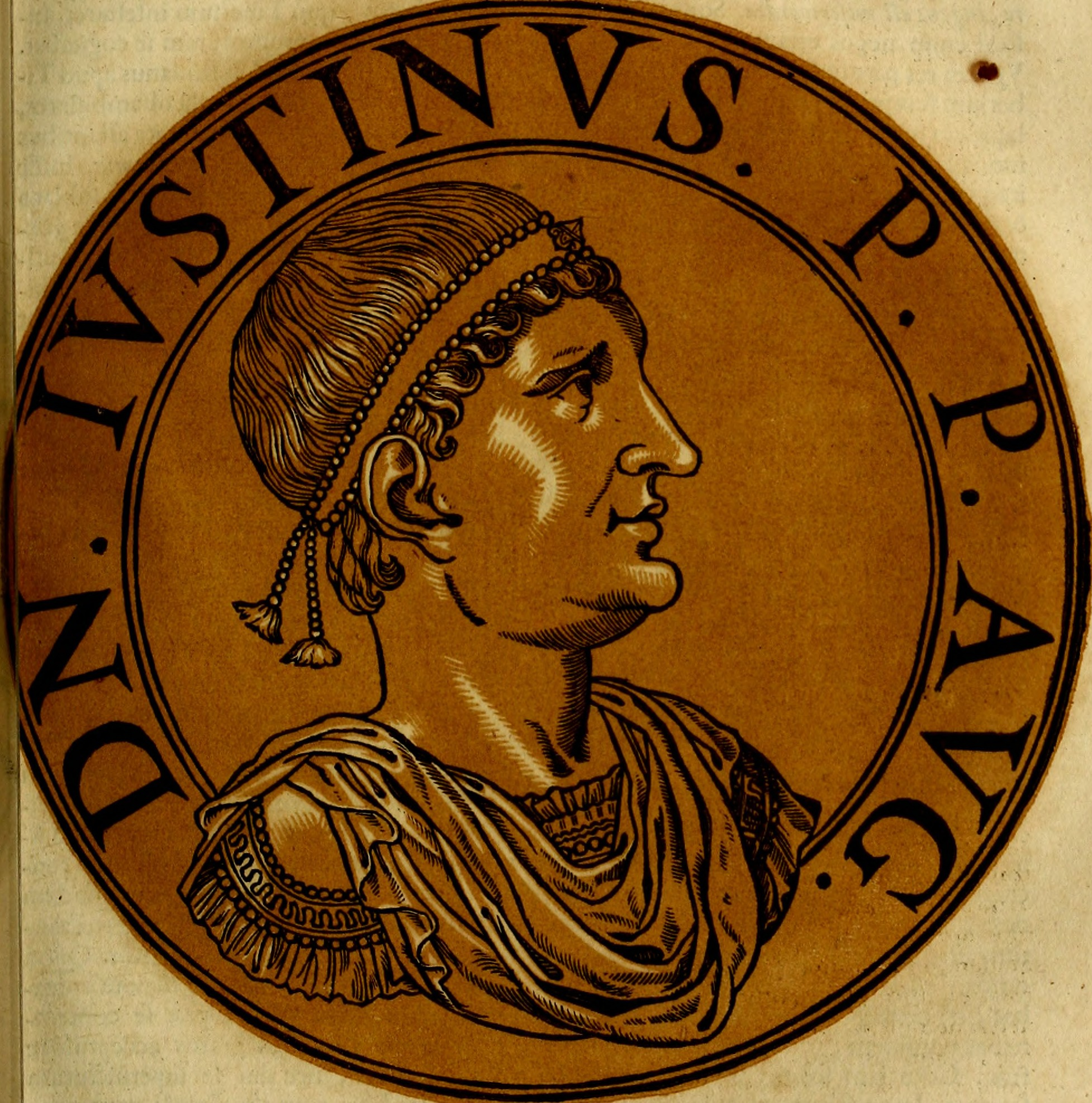
16世纪貨幣學和歷史著作「羅馬皇帝的聖像」裡描繪的查士丁二世

查士丁尼大帝於565年11月14日駕崩，没有子女。最高寢宮內侍長卡利尼庫斯（Callinicus），似乎是他臨終時刻的唯一見證人，並聲稱查士丁尼在臨終決定中指定他的侄子查士丁為繼承人。這使得另一位親戚和皇位候選人被排除在外，他也叫查士丁，他是日耳曼努斯將軍的兒子，日耳曼努斯是查士丁尼的堂兄。現代歷史學家懷疑，卡利尼庫斯可能編造了查士丁尼的遺言，以確保他的政治盟友獲得繼承權。正如歷史學家羅伯特·布朗寧所觀察到的：「是查士丁尼最終自己做出了選擇，還是卡利尼庫斯替他做的？只有卡利尼庫斯知道。」
無論如何，卡利尼庫斯開始通知那些對繼承權最感興趣的人，最初是元老院的各位議員。然後，他們共同通知了查士丁和索菲亞，並提議將皇位交給他們。查士丁在傳統的象徵性表示不情願之後接受了加冕，並與妻子索菲亞一起被護送至君士坦丁堡大皇宮。禁衛軍在夜間封鎖了宮殿入口，清晨，君士坦丁堡牧首約翰·斯科拉斯蒂庫斯為新奧古斯都（皇帝）加冕。直到此時，查士丁尼駕崩、查士丁繼位的消息才在君士坦丁堡競技場公開宣布。 科里普斯在他的頌歌《讚美小查士丁》中詳細記述了查士丁的加冕典禮。
君堡牧首和禁衛軍指揮官提比略（未來及下任皇帝）都剛被查士丁任命，查士丁作為舅父查士丁尼的御前侍從，也參與了他們的任命。由此可見，他們願意將他們的庇護人和盟友推上皇位。
查士丁在對元老院的首次演講中提出了對查士丁尼的批評：「讓世人歡欣鼓舞吧，由於我們的父親年邁而未能做或未能付諸實踐的一切，在查士丁的時代都得到了糾正。」在演講中，他發誓要償還債務，歸還空虛的國庫，並承諾不會沒收元老院的財產。

### 早期統治

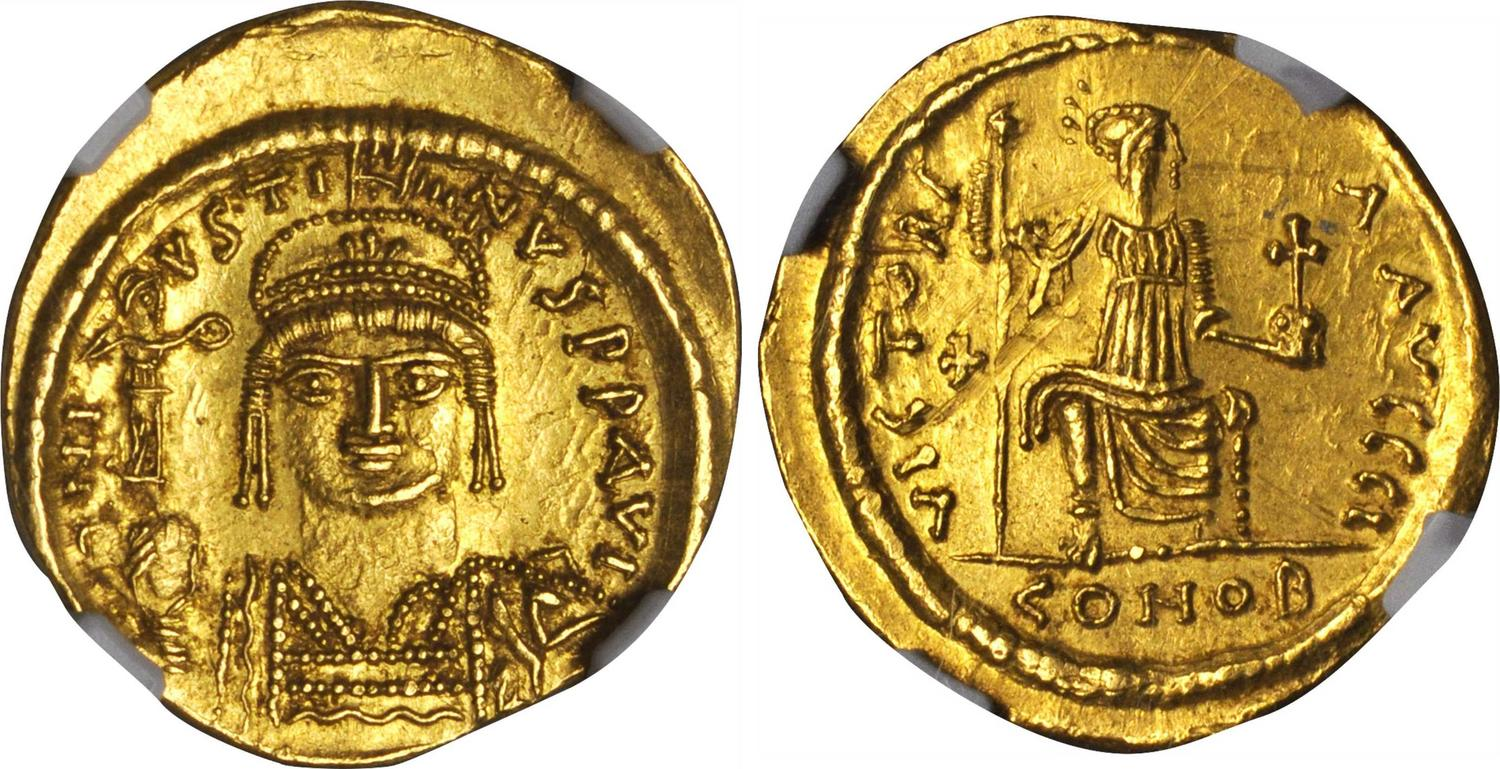
約西元570年在埃及亞歷山大鑄造的索利都斯钱币

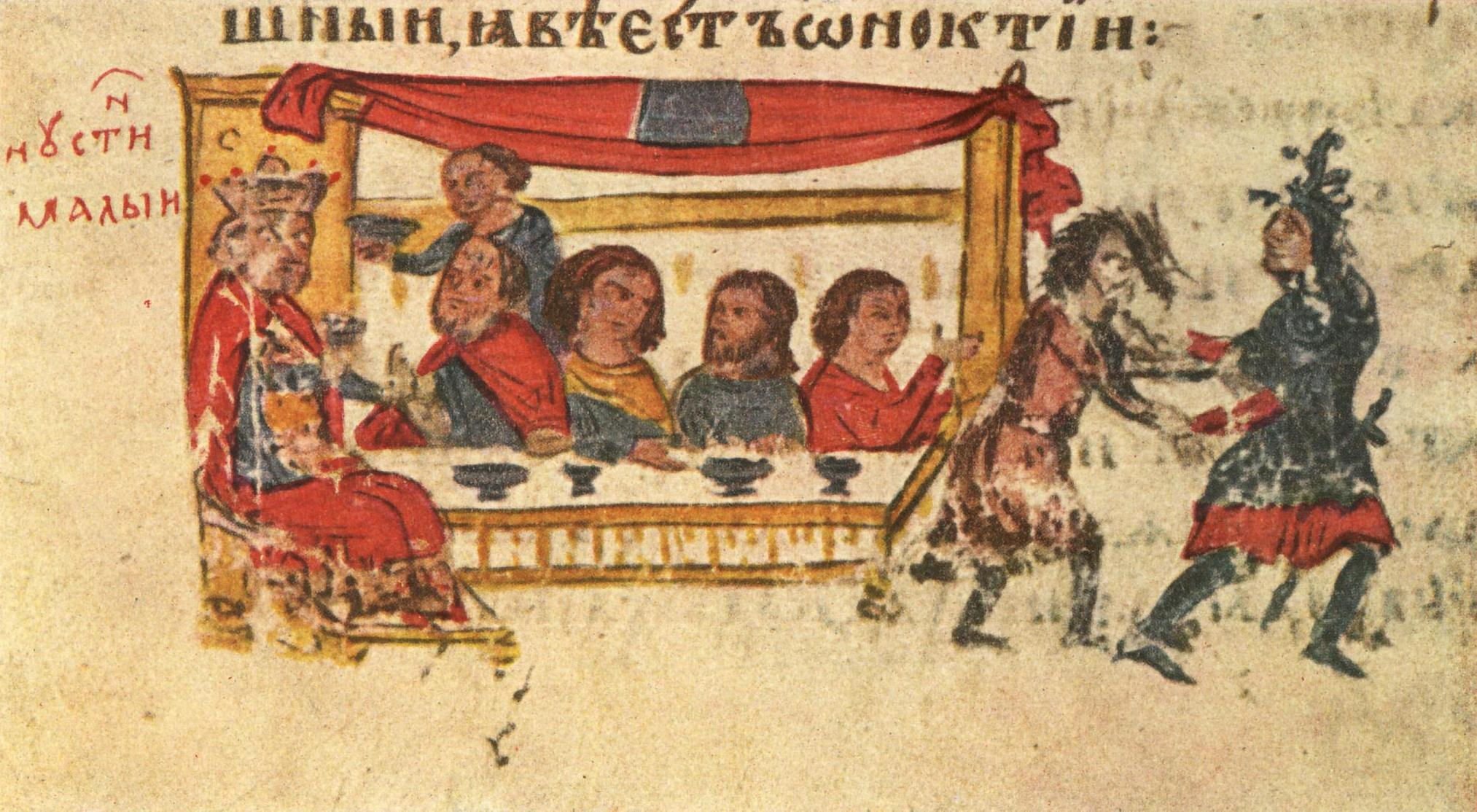
查士丁二世下令逮捕執政官查士丁。場景出自12世紀的《瑪納塞斯編年史》。

在其統治初期，查士丁的政策與其舅父的政策發生了急劇轉變。他償還了國庫債務，並對元老院採取了更和解的立場。566年1月1日，他成為執政官，從而恢復了查士丁尼自541年以來停用的職位。查士丁和索菲亞最初承諾與查士丁的堂兄兼王位競爭對手執政官查士丁（日耳曼努斯之子）講和，但不久之後，查士丁就在埃及行省亞歷山大被暗殺。據一位敵對的消息人士稱，這對皇帝夫婦踢了查士丁被砍下的頭顱。
566年，他推翻了查士丁尼禁止雙方同意離婚的禁令，宣稱這會導致配偶之間互相憎恨。藉口不懂脆弱的人性：
人類最令人欽佩的莫過於婚姻：它孕育了子孫後代，滋養了村莊和城市，並構成了社會最緊密的紐帶。因此，我們祈禱婚姻能夠順利，不至於成為不幸的魔鬼的化身；也祈禱已婚夫婦不會無故分居，除非他們有正當理由解除婚姻關係。然而，要全人類維持這種幸福並非易事——在如此龐大的人口中，不發生一些不合理的敵意是不可能的——我們認為有必要為此制定一些補救措施，尤其是在瑣碎的後果已經升級到足以在伴侶之間引發真正的、不可調和的仇恨的情況下。

### 行政和財政政策
查士丁還清債務後，他燒毀了國庫債券。他也免除了臣民拖欠的稅款，直至560年。同時代歷史學家以弗所的約翰注意到一個傳言，他的繼任者提比略二世發現了查士丁和索菲亞積攢的巨額財富，這可能意味著他在位期間產生了經濟盈餘。
他賦予行省精英階級更大的控制權。569年，他允許他們提名自己的總督，如果候選人令宮廷滿意，則免除他們的任命費，從而削弱了帝國對各行省的監督。

### 外政

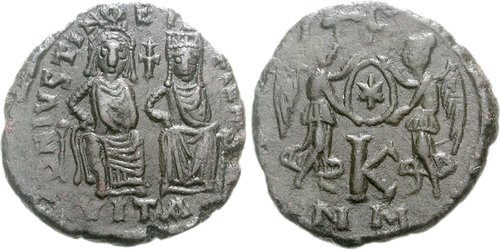
描繪查士丁二世和索菲亞皇后的一枚硬幣

他終止了查士丁尼收買潛在敵人的做法。查士丁即位後立即停止向阿瓦爾人提供補貼，結束了自558年以來一直存在的休戰協議。此舉打破了潘諾尼亞平原微妙的權力平衡，因為阿瓦爾人的精英被迫尋找新的財富來源來維持其地位和客戶網絡。起初，東羅馬人對此表示贊同，因為阿瓦爾人決定攻擊法蘭克王國，而不是進入帝國領土。但在阿瓦爾人和鄰近的倫巴第人聯手摧毀了格皮德人之後，查士丁從格皮德人手中奪得了多瑙河上的色米姆要塞和格皮德人的國庫。在阿瓦爾人的壓力下，倫巴第人向西遷移，並於568年在國王阿爾博因的領導下入侵意大利半島。他們迅速佔領了波河河谷，並在幾年內佔領了意大利半島的大部分地區（除大城市及重要據點仍由帝國控制）。阿瓦爾人於573年或574年渡過多瑙河，當時帝國的注意力被薩珊波斯帝國邊境的麻煩所分散。查士丁的繼任者提比略向他們支付了8萬索利都斯的補貼，才平息了他們的紛爭。
北部和東部邊境是查士丁關注的重點。查士丁開始鞏固與突厥汗國的聯盟。突厥汗國是新興的中亞游牧帝國，從蒙古高原向西擴張，自6世紀中葉起就對阿瓦爾人和薩珊波斯帝國後方邊境構成威脅。他秉持反對補貼的政策，拒絕了阿拉伯人的付款要求。572年，他拒絕向波斯人納貢，同時又向突厥人示好，這導致了572-591年東羅馬-波斯戰爭。被波斯君主霍斯勞一世率領的波斯軍隊兩次打敗之後，查士丁患上了嚴重的精神疾病。在戰爭中，波斯軍隊攻佔了第一敍利亞行省，並攻佔了戰略要地達拉要塞。查士丁在精神病期間，他的妻子索菲亞皇后扭轉了他的朝貢政策，與波斯達成了為期一年的休戰協議，並支付4.5萬枚金幣。隨後，他的繼任者提比略二世與波斯達成協議，每年支付3萬枚金幣，雙方又達成了為期三年的休戰協議。進一步的談判使東羅馬人承認了波斯對東亞美尼亞和伊比利亞王國的統治，儘管亞美尼亞的戰爭仍在繼續。
兩名基督教出家人將蠶種從中國走私到東羅馬帝國後不久，公元6世紀的東羅馬歷史學家卫兵米南德記載了中亞粟特人試圖與東羅馬帝國建立中國絲綢直接貿易往來的情況。在與波斯君主霍斯勞一世結盟，擊敗嚈噠帝國後，突厥汗國西面可汗室點密接到粟特商人的請求，請求允許他覲見波斯的萬王之王（霍斯勞一世），以獲得穿越波斯領土與東羅馬進行貿易的特權。室點密可汗拒絕了第一個請求，但當他批准第二個請求並派人向波斯君主派遣粟特使團時，霍斯勞一世將使團成員毒死。粟特外交官馬尼亞說服室點密直接派遣使團前往君士坦丁堡。使團於568年抵達君士坦丁堡，不僅向查士丁贈送絲綢，還提議結盟對抗波斯。查士丁同意了，並派遣使團前往突厥汗國，確保了粟特人渴望的直接絲綢貿易。
他的外交政策在現代社會中受到了負面評價。1937年，歷史學家普雷維特-奧爾頓批評查士丁缺乏寫實主義，高估了帝國對抗外敵的實力。

## 精神病及駕崩

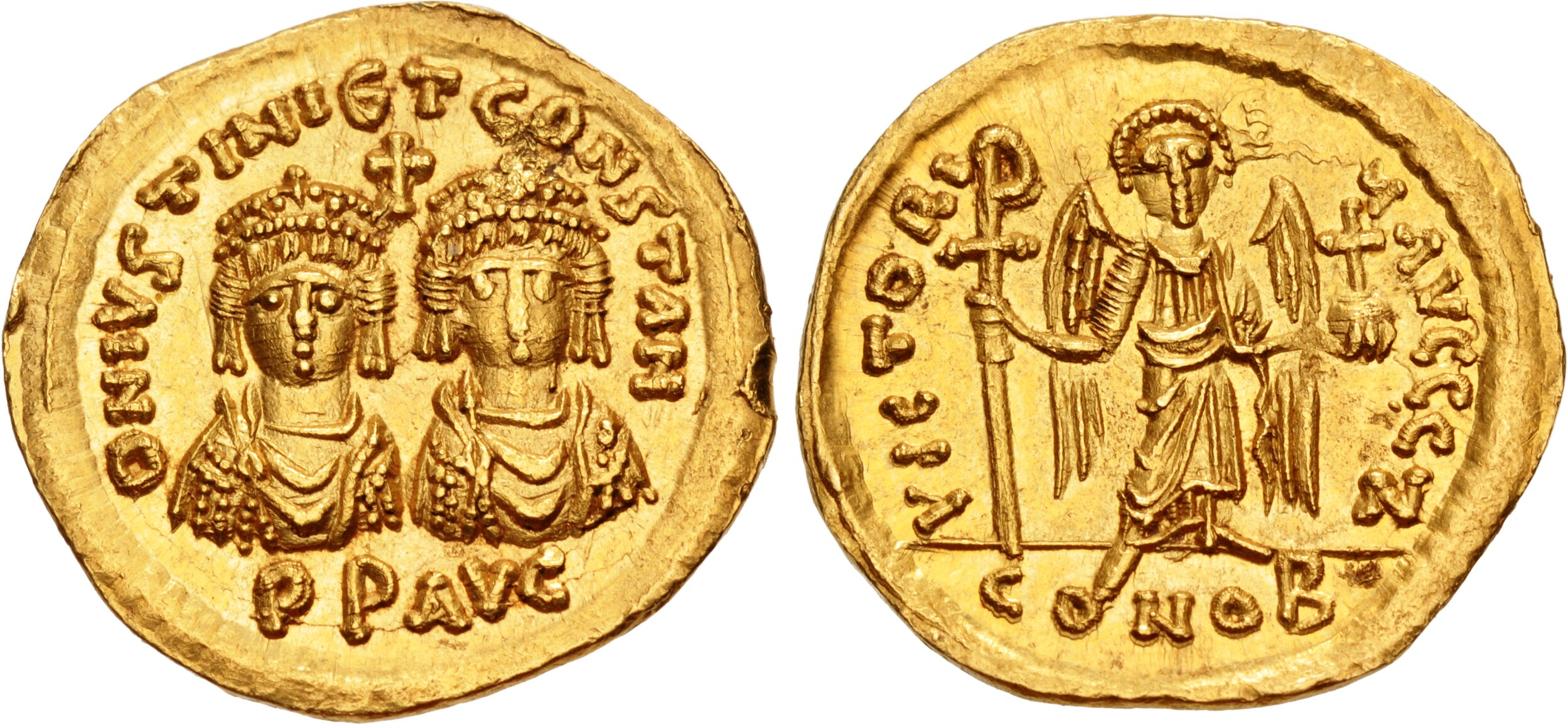
描繪查士丁二世和禁衛軍指揮官提比略的索利都斯

據報道572年後，查士丁因東羅馬軍隊在戰爭中被波斯帝國兩次打敗之後精神錯亂。歷史學家以弗所的約翰，其基督一性论派別在查士丁統治下遭受迫害，生動地描述了查士丁的瘋狂行為：他行為舉止如同野獸，在皇座輪椅上需要人周圍推動，而且需要日夜演奏管風琴音樂。
儘管查士丁有時神智清醒，但他已無力治理國家。東羅馬文獻記載，禁衛軍指揮官提比略與索菲亞皇后一起在攝政。574年，在他失去權力大約一年後，查士丁在索菲亞的建議下擁立提比略封為凱撒，並收他為養子。12月7日，根據帝國官員與歷史寫作者狄奥菲拉克特·西莫卡塔的說法，查士丁在遞交皇冠時，仍然保持著足夠清醒的頭腦，發表了雄辯的演講：
您看到了最高權力的象徵。你們即將得到這些，不是從我手中，而是從上帝手中。要尊敬他們，你們也將從他們那裡獲得榮耀。尊敬你們的母后（索菲亞）：你現在是她的兒子；以前，你是她的僕人。勿以殺戮為樂；勿復仇；避免那些招致大眾憎恨的行為；借鏡你們前任的經驗，而不是效法。作為一個人，我犯了罪；作為一個罪人，即使在今生，我也受到了嚴厲的懲罰：但這些僕人（他指著他的大臣們），他們濫用了我的信任，煽動了我的情緒，將與我一起出現在基督的法庭上。我被皇冠的輝煌所震撼：你要明智而謙虛；記住你過去的樣子，記住你現在的樣子。你看到我們周圍是你的奴隸和你的孩子：要以父母的權威和溫柔對待你。像愛你自己一樣愛你的人民；培養軍隊的感情，維持軍隊的紀律；守護富人的命運，救濟窮人的急難。
4年後，578年9月26日，他升提比略為奥古斯都。僅僅9天后，也就是578年10月5日，查士丁駕崩了。

## 註腳
1. ↑  Martindale 1980，II, 1165.
2. ↑  Martindale 1992，III, 754–755.
3. ↑  Lin 2021，第123頁.
4. ↑  Lin 2021，第123–124頁.
5. ↑  Lin 2021，第128頁.
6. ↑  Lin 2021，第129頁.
7. 1 2 3  Lin 2021，第142頁.
8. ↑  Corippus & Cameron 1976，第89–90頁: In laudem lustini Augusti minoris 1.110–154
9. ↑  Evans 1996，第263–264頁.
10. ↑  Browning 2003，第165頁.
11. ↑  Corippus & Cameron 1976，第89–91頁: In laudem lustini Augusti minoris 1.155–200
12. 1 2  Evans 1996，第264頁.
13. ↑  Corippus & Cameron 1976.
14. ↑  Corippus & Cameron 1976，第99頁: In laudem lustini Augusti minoris 2.255–275
15. ↑  Evagrius Scholasticus, Ecclesiastical History 5.2
16. ↑  Sarris, P. (2017). Emperor Justinian. In J. Witte, Jr & G. Hauk (Eds.), Christianity and Family Law: An Introduction (Law and Christianity, pp. 85-99). Cambridge: Cambridge University Press. doi:10.1017/9781108233255.008
17. ↑  Novellae Constitutiones 140.
18. ↑  Kaldellis 2023，第320頁.
19. ↑  Kaldellis 2023，第327頁.
20. ↑  John of Ephesus, Ecclesiastical History 3.3.11
21. ↑  Kaldellis 2023，第320-321頁.
22. ↑  Kaldellis 2023，第322-323頁.
23. 1 2  Kaldellis 2023，第326頁.
24. ↑  Norwich, John J. Byzanptium: the Early Centuries (London:Penguin 1988) p.571 gives this subsidy to Avars as 80,000 silver pieces.
25. ↑  Dagnall 2024，第126頁.
26. ↑  Nicholson, Canepa & Daryaee 2018.
27. ↑  Dagnall 2024，第132–134頁.
28. 1 2 3  Howard, Michael C., Transnationalism in Ancient and Medieval Societies, the Role of Cross Border Trade and Travel, McFarland & Company, 2012, p. 133.
29. ↑  Liu, Xinru, "The Silk Road: Overland Trade and Cultural Interactions in Eurasia", in Agricultural and Pastoral Societies in Ancient and Classical History, ed. Michael Adas, American Historical Association, Philadelphia: Temple University Press, 2001, p. 168.
30. ↑  Previte-Orton, Charles William, The shorter Cambridge medieval history (Cambridge: University Press, 1952), p. 201.
31. ↑  John of Ephesus, Ecclesiastical History, Part 3, Book 3 （页面存档备份，存于）
32. ↑  Evagrius, Ecclesiastical History, 5.11; Menander Protector 18
33. 1 2  Gibbon, Edward, The History of the Decline and Fall of the Roman Empire, Chapter XLV, Part II
34. ↑  Theophylact Simocatta III.11: "This was spoken on the seventh of December, on the sixth day, in the ninth indiction."
35. ↑  John of Ephesus, 3.5 （页面存档备份，存于）.
36. ↑  Chronicon Paschale 578; John of Ephesus, 3.5 （页面存档备份，存于）.